# Miniopterus sororculus
Miniopterus sororculus és una espècie de ratpenat de la família dels minioptèrids. És endèmic de Madagascar. El seu hàbitat natural són els boscos i les sabanes, on nia en coves poc profundes situades en afloraments rocosos. És una espècie en risc mínim, és a dir, no sembla que hi hagi cap amenaça significativa per a la seva supervivència.